# Charles Hernu
Charles Hernu (Quimper, 3 luglio 1923 – Villeurbanne, 17 gennaio 1990) è stato un politico francese.

## Funzionario del governo di Vichy
Figlio di un ex gendarme divenuto controllore sui mezzi pubblici, abbandona gli studi prima della licenza magistrale. Il passato di Hernu a Lione durante Regime di Vichy è controverso. È incorporato nei Chantiers de la jeunesse (formazione paramilitare istituita dal governo collaborazionista), nei quali presta il periodo di leva imposto dal 1940 al 1944 a tutti i francesi al compimento del ventesimo anno di età. Ultimato il servizio obbligatorio, è delegato dipartimentale all'informazione sociale del governo collaborazionista. Alla Liberazione nel 1944 è tenuto per due mesi agli arresti. Scarcerato per l'insussistenza delle accuse, si arruola come gendarme.

## Attività politica
Dal 1947 lavora per qualche tempo come funzionario del CNCE, l'istituto per il commercio estero francese. Divenuto giornalista, entra in politica e nel 1951 fonda il Club dei Giacobini, una formazione della sinistra radicale che sostiene Pierre Mendès France. Entra anche nella massoneria, assumendo nel tempo dignità elevate al suo interno. Iniziato nel 1947 nella Loggia "La tradition Jacobite", diventata poi "La tradition jacobine", della Grande Loggia di Francia a Saint-Germain-en-Laye, sarà poi pure affiliato alla Loggia "Aristide Briand" del Grande Oriente di Francia, a Parigi, a partire dal 1950, e a partire dal 1953 alla Loggia "Chéops" nº556 della Grande Loggia di Francia, poi nel 1955 alla Loggia "Locarno" (diventata "Locarno 28" nel 1972) del Grande Oriente di Francia, di cui sarà membro effettivo a partire dal 1959. Di questa loggia faranno parte i membri dello stato maggiore del "Club dei Giacobini", Charles Hernu ne sarà Maestro venerabile alla fine degli anni sessanta, prima di venir radiato nel 1979 per non pagamento delle quote sociali. Dopo la sua elezione a sindaco di Villeurbanne nel 1977, Charles Hernu è tornato alla Grande Loggia di Francia nel 1978, affiliandosi alla Loggia "Tolérance et Cordialité" nº155 a Lione.
È eletto deputato all'Assemblée Nationale nel 1956 con la lista del Fronte Repubblicano, un cartello elettorale che riunisce i partiti della sinistra non comunista con alcune formazioni centriste. Si oppone al ritorno di de Gaulle e all'instaurazione della Quinta Repubblica, e alle elezioni del 1958 non è rieletto. Nel 1962 entra nel Parti Socialiste Unifié (PSU), dal quale uscirà successivamente per aderire al Parti Socialiste. Risale a quel periodo l'inizio del lungo sodalizio con François Mitterrand.

### Le accuse di spionaggio
Nel 1996, il settimanale L'Express pubblica un dossier basato sulle rivelazioni di un'ex spia bulgara, secondo il quale a partire dal 1953, e per una decina d'anni, Hernu avrebbe agito come informatore per i servizi segreti dei paesi dell'Est. I familiari dello scomparso ex-ministro sono successivamente riusciti a dimostrare l'infondatezza delle rivelazioni, che già di per sé non apparivano verosimili, giacché nel 1953 Hernu non era ancora parlamentare e non era certo in grado di venire a conoscenza di segreti militari o altro.

## Sindaco di Villeurbanne
Nel 1977 è eletto sindaco di Villeurbanne (Rodano), carica che conserverà fino alla scomparsa nel gennaio 1990 dovuta a un attacco cardiaco. Nel 1978 è eletto deputato all'Assemblée Nationale per il PS. Rieletto nel 1981, 1986 e 1988.

## Ministro della Difesa di Mitterrand
Viste le sue competenze nel campo militare, dopo l'elezione di François Mitterrand alla presidenza della Repubblica il 10 maggio 1981 è nominato ministro della Difesa nel primo governo Mauroy (22 maggio 1981 - 23 giugno 1981). Riconfermato alla Difesa nel secondo (23 giugno 1981 - 22 marzo 1983) e terzo governo Mauroy (22 marzo 1983 - 19 luglio 1984) e nel governo Fabius insediatosi il 19 luglio 1984.

### L'Affare del Rainbow Warrior
Il 10 luglio 1985, l'imbarcazione di Greenpeace Rainbow Warrior è fatta esplodere nel porto di Auckland in Nuova Zelanda per opera di agenti della DGSE, i servizi segreti militari francesi. L'attentato costa la vita a un fotografo olandese. Nelle settimane successivi vengono alla luce le responsabilità dei servizi segreti francesi e Hernu, che in un primo tempo ne aveva solennemente dichiarato l'assoluta estraneità, è costretto a dimettersi il 20 settembre 1984.
Fino a pochi anni fa, la tesi più diffusa indicava in Hernu il mandante dell'operazione, o perlomeno l'elemento più alto in carica che fosse ne a conoscenza. Nel 2005, il quotidiano della sera Le Monde ha pubblicato gli estratti di un rapporto del capo dei servizi segreti dell'epoca, l'ammiraglio Pierre Lacoste, in base ai quali è dimostrato che il presidente della Repubblica François Mitterrand riteneva opportuna la "neutralizzazione" del Rainbow Warrior (cosa che, ovviamente, non sta a significare che fosse al corrente dell'operazione di sabotaggio o che l'avesse addirittura ordinata).